# Кюдо (бойове мистецтво)

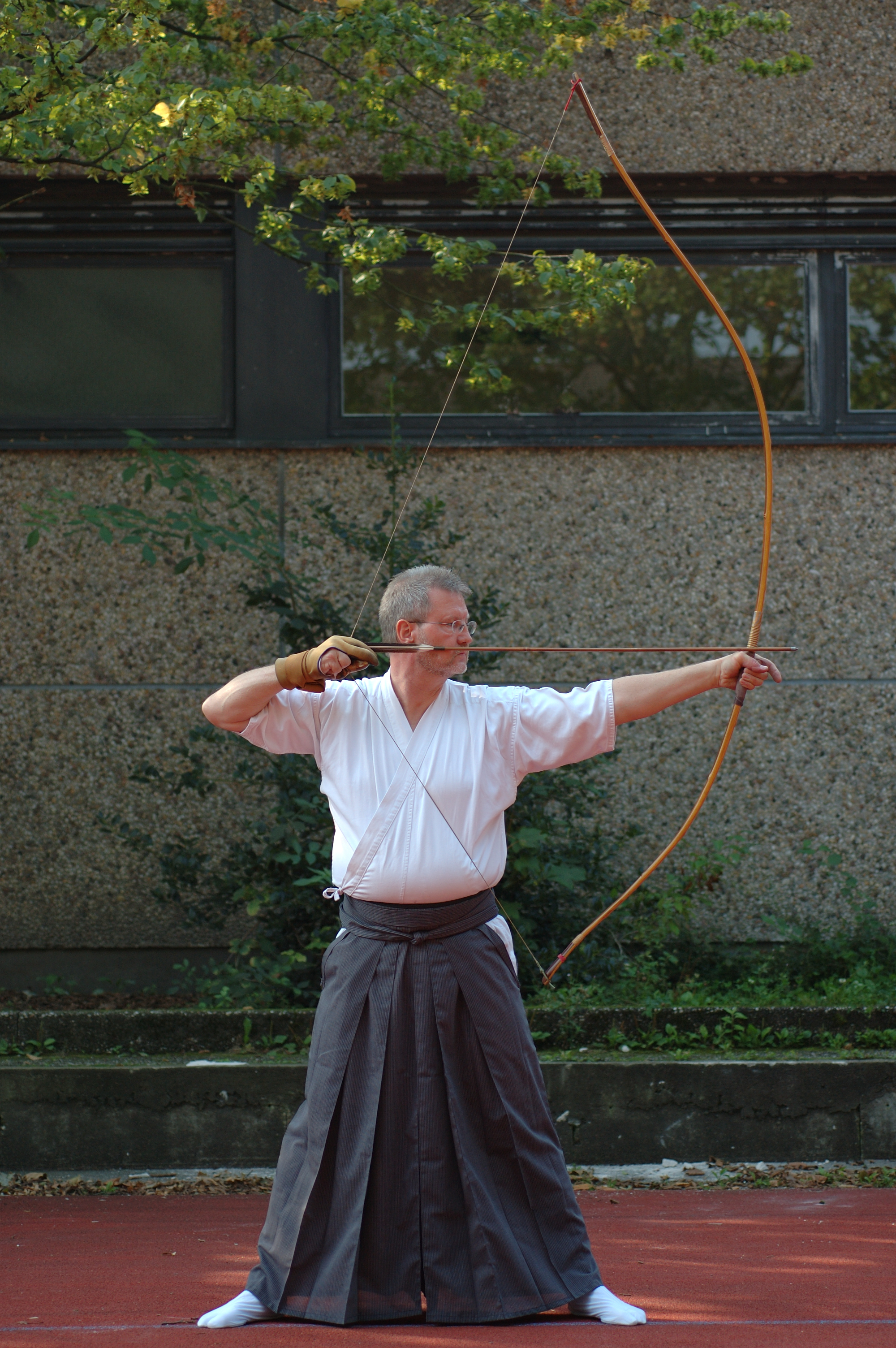
Стійка, що називається «kai».

Кюдо (у перекладі з японської «шлях лука») — традиційна японська стрільба з луку. Це бойове мистецтво, що збереглося ще з часів самураїв, яке сприяє гармонійному духовному і фізичному розвитку людини.[джерело?]
В Україні заняття з кюдо проводяться з 2008 року. 2011 року засновано Всеукраїнську Громадську Організацію «Федерація кюдо України» (Ukranian Kuydo Federation).
Основні фактори, які стримують розвиток кюдо за межами Японії — це відсутність достатньої кількості кваліфікованих інструкторів, унікальність обладнання (асиметричні луки, довгі стріли 105 см, рукавички з оленячої шкіри, які виготовляються лише в Японії), важкодоступність атестаційних комісій, вимоги до місця тренувань (потрібна висока стеля не нижча 3,5 м).